# جون كاي (لاعب كرة قدم بريطاني)
جون كاي (بالإنجليزية: John Kaye)‏ هو مدرب كرة قدم ولاعب كرة قدم بريطاني، ولد في 3 مارس 1940 في جوول في المملكة المتحدة. لعب مع سكونثورب يونايتد ووست بروميتش ألبيون.

## وصلات خارجية
- جون كاي على موقع قاعدة بيانات كرة القدم.إي يو (الإنجليزية)
- جون كاي على موقع Soccerbase.com (مدرب) (الإنجليزية)